# 群馬県立吾妻中央高等学校
群馬県立吾妻中央高等学校（ぐんまけんりつあがつまちゅうおうこうとうがっこう）は、群馬県吾妻郡中之条町大字中之条町にある公立高等学校。

## 設置学科
- 普通科
- 生物生産科
- 環境工学科
- 福祉科

## 沿革
- 2018年4月1日 - 群馬県立中之条高等学校と群馬県立吾妻高等学校を統合し、開校。